# Thyrsacanthus
Thyrsacanthus es un género de plantas con flores perteneciente a la familia Acanthaceae. Comprende 41 especies descritas.

## Taxonomía
El género fue descrito por Moïse Étienne Moricand y publicado en Plantes Nouvelles d'Amérique 9: 165, en 1847.

## Especies
Comprende 7 especies aceptadas:
- Thyrsacanthus angustissimus (A.L.A.Côrtes y Rapini) Alcantara y M.Alves, 2022
- Thyrsacanthus boliviensis (Nees) A.L.A.Côrtes y Rapini, 2010
- Thyrsacanthus microphyllus A.L.A.Côrtes y Rapini, 2010
- Thyrsacanthus ramosissimus Moric., 1847
- Thyrsacanthus ramosus (Nees) A.L.A.Côrtes y Rapini, 2010
- Thyrsacanthus secundus (Leonard) A.L.A.Côrtes y Rapini, 2010
- Thyrsacanthus sulcatus (Nees) C.Ezcurra y A.L.A.Côrtes, 2019